# Mistrzostwa Ameryki w Piłce Ręcznej Kobiet 2009
Mistrzostwa Ameryki w Piłce Ręcznej Kobiet 2009 – dziesiąte mistrzostwa Ameryki w piłce ręcznej kobiet, oficjalny międzynarodowy turniej piłki ręcznej o randze mistrzostw kontynentu organizowany przez PATHF mający na celu wyłonienie najlepszej żeńskiej reprezentacji narodowej w Ameryce. Odbył się w dniach 23–27 czerwca 2009 roku w Santiago. Tytułu zdobytego w 2007 roku broniła reprezentacja Brazylii. Mistrzostwa były jednocześnie eliminacjami do MŚ 2009.
Obydwa mecze o medale zostały rozstrzygnięte po dogrywkach. W turnieju zwyciężyła Argentyna wraz z pozostałymi medalistami awansując na mistrzostwa świata.

## Informacje ogólne
W turnieju początkowo miało wystąpić osiem reprezentacji podzielonych na dwie czterozespołowe grupy rywalizujące w pierwszej fazie systemem kołowym o awans do fazy play-off. Tuż przed turniejem wycofała się z udziału reprezentacja Kanady, co spowodowało zmniejszenie liczebności jednej z grup. Dwie czołowe drużyny z każdej z grup awansowały do półfinałów, gdzie stawką były również trzy miejsca w turnieju finałowym Mistrzostw Świata 2009, pozostałe zaś walczyły o miejsca 5–7.

## Uczestnicy
W zawodach miało wziąć udział łącznie osiem reprezentacji – czołowa szóstka poprzedniego turnieju oraz dwa zespoły wyłonione z wcześniejszych eliminacji. Następnie z udziału w turnieju zrezygnował zespół kanadyjski.
- Grupa A
  -  Brazylia
  -  Chile
  -  Meksyk
  -  Paragwaj
- Grupa B
  -  Argentyna
  -  Dominikana
  -  Kanada
  -  Urugwaj

## Eliminacje
O dwa miejsca w turnieju głównym walczyły w rozegranych w listopadzie 2008 roku eliminacjach cztery zespoły. Zawody odbyły się w Gimnasio Principal del Centro Deportivo Olímpico Mexicano w mieście Meksyk.

### Faza grupowa
| 22 listopada 200816:30 | Chile | 27:17(15:8) | Stany Zjednoczone | CDOM, Meksyk |
| 22 listopada 200816:30 |       | 27:17(15:8) |                   | CDOM, Meksyk |

| 22 listopada 200818:30 | Meksyk | 27:20(13:9) | Portoryko | CDOM, Meksyk |
| 22 listopada 200818:30 |        | 27:20(13:9) |           | CDOM, Meksyk |

| 23 listopada 200816:30 | Portoryko | 32:24(18:11) | Stany Zjednoczone | CDOM, Meksyk |
| 23 listopada 200816:30 |           | 32:24(18:11) |                   | CDOM, Meksyk |

| 23 listopada 200818:30 | Meksyk | 26:25(13:12) | Chile | CDOM, Meksyk |
| 23 listopada 200818:30 |        | 26:25(13:12) |       | CDOM, Meksyk |

| 24 listopada 200816:30 | Chile | 43:19(18:6) | Portoryko | CDOM, Meksyk |
| 24 listopada 200816:30 |       | 43:19(18:6) |           | CDOM, Meksyk |

| 24 listopada 200818:30 | Meksyk | 31:23(19:9) | Stany Zjednoczone | CDOM, Meksyk |
| 24 listopada 200818:30 |        | 31:23(19:9) |                   | CDOM, Meksyk |

### Faza pucharowa
Półfinały
| 25 listopada 200818:30 | Chile | 36:23(17:16) | Portoryko | CDOM, Meksyk |
| 25 listopada 200818:30 |       | 36:23(17:16) |           | CDOM, Meksyk |

| 25 listopada 200816:30 | Meksyk | 33:14(16:8) | Stany Zjednoczone | CDOM, Meksyk |
| 25 listopada 200816:30 |        | 33:14(16:8) |                   | CDOM, Meksyk |

 Mecz o 3. miejsce
| 26 listopada 200816:30 | Portoryko | 26:21(9:12) | Stany Zjednoczone | CDOM, Meksyk |
| 26 listopada 200816:30 |           | 26:21(9:12) |                   | CDOM, Meksyk |

Finał
| 26 listopada 200818:30 | Meksyk | 22:20(12:10) | Chile | CDOM, Meksyk |
| 26 listopada 200818:30 |        | 22:20(12:10) |       | CDOM, Meksyk |

## Faza grupowa

### Grupa A
| 23 czerwca 200915:00 | Brazylia | 30:13(17:7) | Meksyk | Centro de Entrenamiento Olímpico, Santiago |
| 23 czerwca 200915:00 |          | 30:13(17:7) |        | Centro de Entrenamiento Olímpico, Santiago |

| 23 czerwca 200920:15 | Chile | 34:30(17:12) | Paragwaj | Centro de Entrenamiento Olímpico, Santiago |
| 23 czerwca 200920:15 |       | 34:30(17:12) |          | Centro de Entrenamiento Olímpico, Santiago |

| 24 czerwca 200916:00 | Brazylia | 36:11(18:5) | Paragwaj | Centro de Entrenamiento Olímpico, Santiago |
| 24 czerwca 200916:00 |          | 36:11(18:5) |          | Centro de Entrenamiento Olímpico, Santiago |

| 24 czerwca 200920:00 | Chile | 27:19(13:10) | Meksyk | Centro de Entrenamiento Olímpico, Santiago |
| 24 czerwca 200920:00 |       | 27:19(13:10) |        | Centro de Entrenamiento Olímpico, Santiago |

| 25 czerwca 200916:00 | Meksyk | 26:15(14:7) | Paragwaj | Centro de Entrenamiento Olímpico, Santiago |
| 25 czerwca 200916:00 |        | 26:15(14:7) |          | Centro de Entrenamiento Olímpico, Santiago |

| 25 czerwca 200920:00 | Brazylia | 44:22(25:10) | Chile | Centro de Entrenamiento Olímpico, Santiago |
| 25 czerwca 200920:00 |          | 44:22(25:10) |       | Centro de Entrenamiento Olímpico, Santiago |

### Grupa B
| 23 czerwca 200917:00 | Dominikana | 21:21(10:12) | Urugwaj | Centro de Entrenamiento Olímpico, Santiago |
| 23 czerwca 200917:00 |            | 21:21(10:12) |         | Centro de Entrenamiento Olímpico, Santiago |

| 24 czerwca 200918:00 | Argentyna | 29:21(14:7) | Urugwaj | Centro de Entrenamiento Olímpico, Santiago |
| 24 czerwca 200918:00 |           | 29:21(14:7) |         | Centro de Entrenamiento Olímpico, Santiago |

| 25 czerwca 200918:00 | Argentyna | 24:17(14:7) | Dominikana | Centro de Entrenamiento Olímpico, Santiago |
| 25 czerwca 200918:00 |           | 24:17(14:7) |            | Centro de Entrenamiento Olímpico, Santiago |

## Faza pucharowa

### Mecze o miejsca 5–7
| 26 czerwca 200916:00 | Urugwaj | 28:24(14:9) | Paragwaj | Centro de Entrenamiento Olímpico, Santiago |
| 26 czerwca 200916:00 |         | 28:24(14:9) |          | Centro de Entrenamiento Olímpico, Santiago |

| 27 czerwca 200915:45 | Meksyk | 23:23(10:11) | Urugwaj | Centro de Entrenamiento Olímpico, Santiago |
| 27 czerwca 200915:45 |        | 23:23(10:11) |         | Centro de Entrenamiento Olímpico, Santiago |

### Mecze o miejsca 1–4
|  |                       |            |           |                       |    |           |           |       |
|  | Półfinały             | Półfinały  | Półfinały |                       |    | Finał     | Finał     | Finał |
|  | Półfinały             | Półfinały  | Półfinały |                       |    | Finał     | Finał     | Finał |
|  | 26 czerwca 2009 18:00 |            |           |                       |    |           |           |       |
|  |                       |            |           |                       |    |           |           |       |
|  | Brazylia              | Brazylia   | 38        |                       |    |           |           |       |
|  | Brazylia              | Brazylia   | 38        | 27 czerwca 2009 19:45 |    |           |           |       |
|  | Dominikana            | Dominikana | 12        |                       |    |           |           |       |
|  | Dominikana            | Dominikana | 12        |                       |    | Argentyna | Argentyna | 26    |
|  | 26 czerwca 2009 20:00 |            |           |                       |    | Argentyna | Argentyna | 26    |
|  |                       |            | Brazylia  | Brazylia              | 25 |           |           |       |
|  | Argentyna             | Argentyna  | Brazylia  | Brazylia              | 25 | 34        |           |       |
|  | Argentyna             | Argentyna  |           |                       |    |           |           |       |
|  | Chile                 | Chile      | 11        |                       |    |           |           |       |
|  | Chile                 | Chile      | 11        | Mecz o 3. miejsce     |    |           |           |       |
|  |                       |            |           |                       |    |           |           |       |
|  | 27 czerwca 2009 17:45 |            |           |                       |    |           |           |       |
|  |                       |            |           |                       |    |           |           |       |
|  | Chile                 | Chile      | 34        |                       |    |           |           |       |
|  | Chile                 | Chile      | 34        |                       |    |           |           |       |
|  | Dominikana            | Dominikana | 30        |                       |    |           |           |       |
|  | Dominikana            | Dominikana | 30        |                       |    |           |           |       |

| 26 czerwca 200918:00 | Brazylia | 38:12(15:10) | Dominikana | Centro de Entrenamiento Olímpico, Santiago |
| 26 czerwca 200918:00 |          | 38:12(15:10) |            | Centro de Entrenamiento Olímpico, Santiago |

| 26 czerwca 200920:00 | Argentyna | 34:11(20:6) | Chile | Centro de Entrenamiento Olímpico, Santiago |
| 26 czerwca 200920:00 |           | 34:11(20:6) |       | Centro de Entrenamiento Olímpico, Santiago |

| 27 czerwca 200919:45 | Argentyna | 26:25 (pd.)(12:9, 23:23) | Brazylia | Centro de Entrenamiento Olímpico, Santiago |
| 27 czerwca 200919:45 |           | 26:25 (pd.)(12:9, 23:23) |          | Centro de Entrenamiento Olímpico, Santiago |

| 27 czerwca 200917:45 | Chile | 34:30 (pd.)(13:11, 23:23) | Dominikana | Centro de Entrenamiento Olímpico, Santiago |
| 27 czerwca 200917:45 |       | 34:30 (pd.)(13:11, 23:23) |            | Centro de Entrenamiento Olímpico, Santiago |

## Klasyfikacja końcowa
| Miejsce | Reprezentacja | Uwagi          |
| ------- | ------------- | -------------- |
| złoto   | Argentyna     | awans: MŚ 2009 |
| srebro  | Brazylia      | awans: MŚ 2009 |
| brąz    | Chile         | awans: MŚ 2009 |
| 4       | Dominikana    | awans: MŚ 2009 |
| 5       | Meksyk        | -              |
| 6       | Urugwaj       | -              |
| 7       | Paragwaj      | -              |